# 리들러

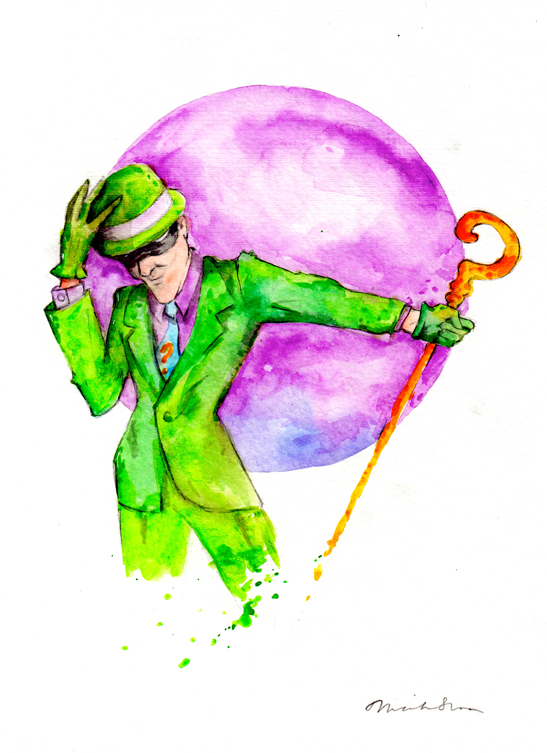

리들러(영어: Riddler)는 DC 코믹스의 슈퍼빌런 캐릭터이다. 주로 배트맨의 악당으로 등장하며, 주로 자신의 범행을 예고하는 수수께끼를 배트맨이나 경찰에 보내거나 범죄현장에 수수께끼를 남겨 자신을 잡을 수 있는 힌트를 주는, 수수께끼에 광적으로 집착하는 인물로 그려진다. 배트맨의 메인 빌런들 중 한 명이지만 한때는 범죄의 삶을 그만두고 사립탐정으로 일하며 배트맨과 함께 사건을 해결하기도 했다. 1948년 10월 《디텍티브 코믹스》 140호에 처음 등장했고, 빌 핑거와 딕 스프랭이 공동 창작하였다. 본명은 에드워드 니그마(Edward Nigma/Nygma)인데 줄이면 E.Nigma - enigma 에니그마 즉 수수께끼라는 뜻이 된다. 작품에 따라 에디 내슈턴(Eddie Nashton)으로 정해지기도 한다.
보통은 성을 내쉬톤에서 니그마로 바꾼 것으로 설정된다.

## 담당 배우

### TV 드라마
- 배트맨(1966) - 프랭크 고신(1시즌과 3시즌), 존 애스틴(2시즌)
- 고담(2014) - 코리 마이클 스미스

### 영화
- 배트맨(1966) - 프랭크 고신
- 배트맨 3: 포에버(1995) - 짐 캐리
- 더 배트맨(2021) - 폴 데이노

## 담당 성우

### TV 애니메이션
- 배트맨(1992) - 존 글러버

### 장편 애니메이션
- 배트맨: 언더 더 레드 후드
- 배트맨: 아캄 습격(2014) - 매슈 그레이 구블러
- 배트맨: 망토 두른 십자군의 귀환(2016) - 월리 윙거트
- 레고 배트맨 무비(2017) - 코넌 오브라이언

### 비디오 게임
- 레고 배트맨(2008) - 톰 케니
  - 레고 배트맨 2: DC 슈퍼히어로즈(2012) - 롭 폴슨
  - 레고 배트맨 3: 비욘드 고담(2014) - 로저 크레이그 스미스
- 배트맨: 아캄 어사일럼(2009) - 월리 윙거트
  - 배트맨: 아캄 시티(2011) - 월리 윙거트
  - 배트맨: 아캄 오리진(2013) - 월리 윙거트
  - 배트맨: 아캄 나이트(2016) - 월리 윙거트
- DC 유니버스 온라인(2011) - 섀넌 매코믹
- 영 저스티스: 레거시(2013) - 제이슨 스피색